# Geshe Rabel
Geshe Rabel är ett distrikt i Etiopien. Det ligger i den centrala delen av landet, 210 km norr om huvudstaden Addis Abeba.